# Egid Verhelst le Jeune
Egid Verhelst le Jeune (né le 25 août 1733 à Ettal, mort le 13 janvier 1804 à Mannheim) est un graveur allemand.

## Biographie
Verhelst est le troisième fils de son père du même nom, Egid Verhelst (de), un sculpteur anversois. Les frères aînés Ignatz (né en 1726 à Munich) et Placidus (né en 1727 à Ettal) suivent les traces de leur père en tant que sculpteurs, tandis qu'Egid et son jeune frère Aloys (né en 1747 à Augsbourg) deviennent graveurs.
Verhelst apprend les arts et l'artisanat auprès de son beau-frère Rudolph Störcklin à Augsbourg, puis à Stuttgart et enfin auprès du célèbre Jean-Georges Wille à Paris.

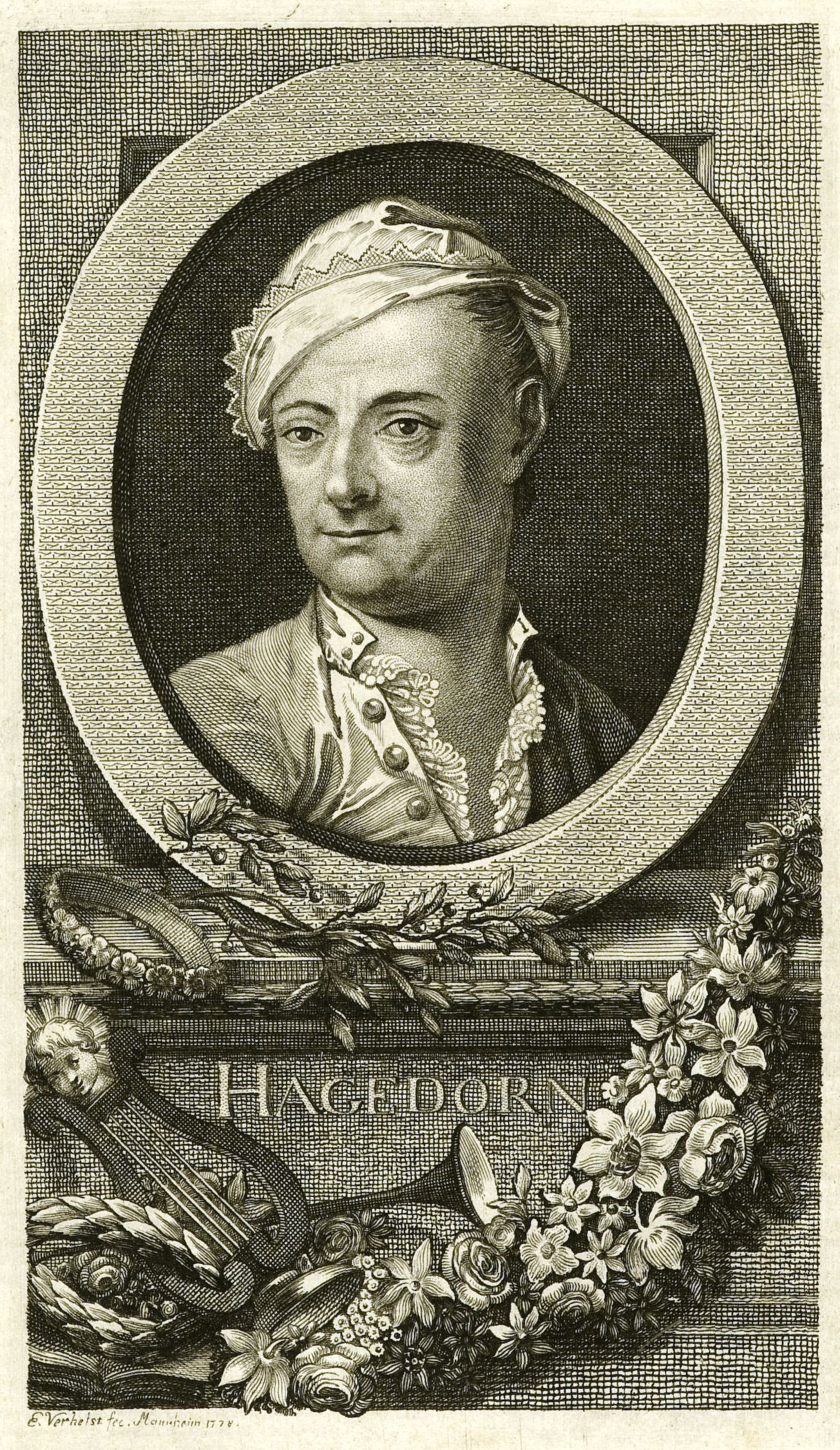
Portrait de Friedrich von Hagedorn, 1778.

Après une activité artistique à Munich, l'électeur Charles-Théodore le nomme en 1765 professeur d'académie (de) et graveur de cour dans la capitale du Palatinat, Mannheim. Verhelst fonde ici sa propre école de gravure, qu'il façonne et qui manifeste une nette parenté avec le style parisien. Ses portraits gravés, dans lesquels il immortalise nombre de ses contemporains, sont particulièrement célèbres.
Après le déménagement de l'électeur à Munich (1777), capitale du Palatinat-Bavière, Egid Verhelst y séjourne à nouveau le plus souvent.
On supposait autrefois qu'il mourut à Munich à une date inconnue en 1818. En 1914, cependant, son acte de décès, daté du 13 janvier 1804, est découvert dans les registres paroissiaux de l'église des Jésuites de Mannheim.
Egid Verhelst est l'un des professeurs du peintre de la cour bavaroise Wilhelm von Kobell, ainsi que de Stephan von Stengel (de), Karl Matthias Ernst et du graveur de Mannheim Heinrich Sintzenich. Le peintre de la cour de Mannheim, Joseph Fratrel, affine ses compétences graphiques auprès d'Egid Verhelst et est l'un de ses élèves.